# Dīmosthenīs Stampolīs
Dīmosthenīs Stampolīs (in greco Δημοσθένης Σταμπολης?; Patrasso, 20 ottobre 1924 – Santa Monica, 19 luglio 2009) è stato un pallanuotista greco.

## Biografia
Ha rappresentato la Grecia ai Giochi olimpici estivi di Londra 1948 nel torneo di pallanuoto.
Nel 1955 smise di fare sport e si stabilì definitivamente a New York dove la sua famiglia era già immigrata. Suo nipote era Kosmas Stampoulis, campione greco di nuoto e detentore del record